# Tous les murs de la ville
Albums de Antoine Tomé
Farniente
(1982) Éternité
(1990)
Tous les murs de la ville, d'abord distribué brièvement sous le titre Perdre le nord... trouver le nord, est un album d'Antoine Tomé paru en 1984.

## Liste des titres
Tous les titres sont écrits, composés et arrangés par Antoine Tomé.

### Face A
| No | Titre                                      | Durée |
| -- | ------------------------------------------ | ----- |
| 1. | Tous les murs de la ville                  | 3:31  |
| 2. | En dépit de tout, tu dors                  | 3:51  |
| 3. | Julie                                      | 3:47  |
| 4. | Perdre le nord... trouver le nord          | 4:35  |
| 5. | Elle est partie (cela ne fait aucun doute) | 3:17  |

### Face B
| No  | Titre                          | Durée |
| --- | ------------------------------ | ----- |
| 6.  | Calcutta                       | 3:14  |
| 7.  | As-tu déjà parlé à un arbre ?  | 2:56  |
| 8.  | Petit Corbeau                  | 3:13  |
| 9.  | La Lune rouge du marécage      | 3:12  |
| 10. | Rendez-vous avec toi ce soir ! | 3:05  |

## Musiciens
- Ami Flammer : violon (piste 7)
- Antoine Tomé : chant, chœurs, tricardon (pistes 7, 8)
- Ariel Tomé : harmonica (piste 10)
- Christian Lété : batterie
- Claude Alvarez-Pereyre : guitare électrique (pistes 2, 4, 6, 9), guitare acoustique Takamine (pistes 4, 5)
- Didier Marty : saxophone (pistes 1, 3, 10), flûte (piste 8)
- Jean-François Gaël : synthétiseur Moog (piste 5), flûte (piste 6)
- Jehol Van Bay : synthétiseur (piste 5)
- Laurent Cokelaere : guitare basse
- Loy Ehrlich : piano, synthétiseur, tablas
- Magali Llorca : voix féminine (piste 1)
- Manu Vergeade : guitare électrique (pistes 1, 2, 3, 7, 8, 9), guitare acoustique (piste 7)
- Mauricia Platon : chœurs (pistes 2, 6), voix féminine (piste 5)
- Michel Gaucher : saxophone (pistes 2, 4, 6, 9), flûte (pistes 5, 9)
- Youval Micenmacher : percussions